# 吉野川運動公園野球場
吉野川運動公園野球場（よしのがわうんどうこうえんやきゅうじょう）は、徳島県三好市池田町の吉野川運動公園内にある野球場。池田球場（いけだきゅうじょう）という通称でも呼ばれる。

## 概要
吉野川河川敷に位置している。この球場の特徴は内野のバックネット後方から一塁側部分に土手を利用したスタンドがあり、一塁側後方にJR四国・土讃線の列車が走り、野球場の傍に徳島自動車道池田へそっ湖大橋の橋脚があるなどユニークなグラウンドである。河川敷にあるため、吉野川流域での台風、集中豪雨等で増水した場合、球場全体が水没する。水が引いた後でもグラウンドコンディションの回復を待つため数日にわたって使用できなくなることがある。高校野球地区大会、四国大学野球リーグ戦の会場として使用されている。また、三好市合併1周年記念事業として2007年7月29日に四国アイランドリーグplusの徳島インディゴソックスが主催する公式戦が行われた。2008年以後は毎年5月のほか、8月または9月に各1試合の合計2試合が開催されている（2014年は台風12号で冠水した影響により、8月の試合は他球場に振り替えられた。2020年は新型コロナウイルスの感染拡大の影響で日程が変更となり、開催がなかった）。

## 施設概要
- 両翼：92m、中堅：120m
- 内野：土､外野：天然芝
- 収容人員：約1,000人（バックネット裏：ベンチ式、一・三塁側：仮設スタンド、外野：なし）
- スコアボード：パネル式 選手名表示は無し
- ナイター設備（簡易型）4基照度　投～捕間500ルクス、内野300ルクス、外野100ルクス

## 交通機関
- 鉄道：四国旅客鉄道（JR四国）土讃線阿波池田駅下車。
- 最寄りのインターチェンジ：徳島自動車道　井川池田インターチェンジ。